# Adrienne Pauly
Adrienne Pauly (Clamart, 30 de maio de 1977) é uma atriz e cantora francesa.